# Рана келтска уметност
Келтска уметност је уметност која се развијала од стране Келта који су народ индогерманског порекла и који се током сеобе народа од 8 века п. н. е. дошао на ове просторе и који се раширио по Европи најпре у Галији а затим и по Иберијском полуострву на територији Велике Британије, Италије и Немачке у јужној Русији, Балканске земле, Грчку и у Малој Азији и данас се још може наћи у Бретањи Велсу, Ирској и Шкотској.
Келтска уметност развијала се у две главне фазе:

## Старокелтска уметност
- око 400 — 300. године п. н. е. као латенска рана уметност која је имала утицај етрурске уметности, биљну орнаментику која се стилизује и имала је радове у злату и бронзи са емајлом или коралима.,
- 300 — 100. године као средња латенска уметност који се такође карактерише орнаментиком и стил
- 100 — 50. године као касни старокелтски стил.

## Новокелтска уметност
која се карактерише новим стилом који је ограничен на Ирску и Шкотску има утицаје оријента и утицаје англосаске. И може се такође разчланити на рани ирски стил (650 — 850. године), средњи ирски стил (850 — 1000. године) са спиралама и животињском орнаментиком и биљним тракама у књижном сликарству и радовима у металу и касни ирски стил (1000 — 1150. године) који показује све одлике и добре карактеристике претходних стилова.